# Pycnarmon crocalis
Pycnarmon crocalis là một loài bướm đêm trong họ Crambidae.